# Oliver Blume (Künstler)
Oliver Blume (* 26. Juni 1964 in Delmenhorst) ist ein deutscher Liedermacher und Zahnarzt.

## Leben und Werk
Oliver Blume wuchs in Norddeutschland auf. Geprägt durch sein musikalisches Vorbild Joan Baez begann er mit 18 Jahren eigene Songs zu schreiben, die er auf kleineren Konzerten präsentierte. Das Studium der Human- und Zahnmedizin führte ihn nach Budapest. Hier wurde der ungarische Musikproduzent Gabor Presser auf ihn aufmerksam und gab ihm die Möglichkeit, sein erstes Album Pictures (1991) aufzunehmen. Gleichzeitig hatte der ungarische Musiker Zoran mit Songs von Oliver Blume großen Erfolg – er erhielt eine Goldene und eine Platin-Schallplatte. Trotz seines erfolgreichen musikalischen Debüts entschied sich Blume dafür, als Arzt an der Universitätsklinik in Freiburg zu arbeiten. Seit 1997 lebte er in Solingen. Noch im gleichen Jahr veröffentlichte er mit Watering a Rose sein zweites Album.
2001 zog er nach München und eröffnete eine eigene Praxis für Mund-, Kiefer- und Gesichtschirurgie. 2002 erschien mit Better Late Than Never sein drittes und vorerst letztes englischsprachiges Album. Mit der ausschließlich in Ungarn veröffentlichten Singleauskopplung Budapest erinnerte er an die für das vereinte Europa so wichtige Öffnung der Landesgrenzen. Unter dem Namen Blume und Freunde erschienen die beiden Singles Leben (2003) und Jammern verboten (2004), in denen er die Gesellschaft kritisierte. Aufgrund des Erfolges der beiden Titel beschloss er, auch weiterhin seine Texte in deutscher Sprache zu verfassen.
Im Januar 2005 schrieb er die musikalische Hommage Romy an die Schauspielerin Romy Schneider. Im gleichen Jahr wurde ein Autorenexklusivvertrag und Managementvertrag mit Multiplay Music Germany unterzeichnet. Zu diesem Zeitpunkt begann auch die Zusammenarbeit mit dem Produzenten Davor Drezga für das Album Komm näher. Die Globe Art Group nahm Oliver Blume zur Veröffentlichung dieses Albums unter Vertrag. Es enthält zehn neue Eigenkompositionen und soll im Januar 2008 erscheinen. Der Titel 1001 Nacht wurde im Duett mit der bayerischen Mundartsängerin Claudia Koreck aufgenommen.

## Stilistik
Blumes Lieder sind zwischen der Musik der klassischen Liedermacher wie Reinhard Mey oder Wolf Biermann und der neuen deutschen Chanson- und Liedermacherszene anzusiedeln. Die Texte decken eine große Bandbreite ab. Lustige Alltagsanekdoten werden genauso beschrieben wie Gefühle und ernste gesellschaftliche Themen.

## Soziales Engagement
Nach diversen humanitären Einsätzen in Nordafrika, Indochina und Südamerika baut Oliver Blume in Uganda seit fünf Jahren mit Hilfe von Interplast-Germany ein Zentrum für die Behandlung von Kindern mit Lippen-, Kiefer-, Gaumenspalten an der Universität Mbarara auf. Gleichzeitig erhalten hier einheimische Ärzte eine Ausbildung.
Seit 2007 gestaltet und veröffentlicht Blume jedes Jahr den Kalender „Menschen-Kinder“. Der gesamte Verkaufserlös geht an das Projekt KIKUS, das Kindern mit Migrationshintergrund im Vorschulalter das Erlernen der deutschen Sprache erleichtert.

## Diskografie

### Alben
- 1991: Pictures (Hungaroton/MEGA)
- 1997: Watering a Rose (MEGA)
- 2002: Better late than never (Toca-Records)
- 2008: Komm Näher (Global Records & Tapes)

### EPs
- 2002: Budapest (Toca-Records)
- 2003: Leben (All Music), Blume und Freunde
- 2004: Jammern verboten! (All Music), Blume und Freunde
- 2007: Romy (Global Records & Tapes)